# Турецко-венецианская война (1684—1699)
Турецко-венецианская война 1684—1699 годов, также известная как Морейская война (итал. La guerra di Morea) — одна из многочисленных турецко-венецианских войн, часть Великой Турецкой войны.

## Предыстория
Когда в 1683 году турки осадили Вену, то Венеция отказалась прийти на помощь Священной Римской империи, однако после того, как они были отброшены, то император Леопольд I вновь обратился к Венеции с предложением присоединиться к антитурецкому альянсу, чтобы навсегда изгнать турок из Европы. Императора поддержали римский папа и король Речи Посполитой Ян III Собеский. У Венеции не было мощной сухопутной армии, но союзникам нужна была её морская мощь.
Венеция не сразу ответила на предложение. Ей понадобилось 10 лет на то, чтобы восстановиться после Критской войны, и она только-только начала пожинать плоды мира. Но с другой стороны, турки ослабли и утратили силу духа, турецкая армия распадалась — был шанс отвоевать бывшие колонии Венеции. После долгих обсуждений 19 января 1684 года было принято решение о вступлении Венецианской республики в Священную лигу.

## Ход войны
В июле 1684 года огромный венецианский флот (68 военных кораблей, включая 6 галеасов) вместе с кораблями, присланными Папой, Тосканой и Мальтийскими рыцарями, отправился на юг; командовал экспедицией лично дож Франческо Морозини. Первой целью был остров Санта-Маура, который сдался 6 августа после 16-дневной осады. Месяц спустя войска переправились с острова на материк и принудили к сдаче крепость Превеза. Тем временем на севере поднялось антитурецкое восстание в Боснии и Герцеговине, а имперские войска и войска Речи Посполитой наступали в Венгрии.
Весной 1685 года Морозини отправился с войском, состоящим из 9500 немецких, папских и тосканских солдат, 3000 венецианцев и 120 мальтийских рыцарей, чтобы взять бывший венецианский порт Корони на юге Пелопоннеса. Османский гарнизон оборонялся отчаянно, и взять цитадель удалось лишь в августе. Вслед за этим венецианцы, поддержанные восставшими маниотами, разбили 14 сентября турок у Каламаты. В течение последующих месяцев под контролем войск Священной лиги оказалась большая часть южной Мореи, и был создан плацдарм для дальнейшего продвижения вглубь полуострова.
В следующем году венецианцы помогли маниотам отразить контратаку войск Османской империи Исмаила-паши (новоназначенного военного губернатора Мореи). Сразу после этого войска Морозини увеличились благодаря подкреплениям, прибывшим из Папского государства, Великого герцогства Тосканы и мальтийских рыцарей. В рамках Священной лиги командование сухопутными войсками было поручено шведскому генералу Отто Вильгельму фон Кенигсмарку, нанятому за 18 тысяч дукатов, а Морозини сохранил за собой командование флотом. Кенигсмарк осадил Наварино, который капитулировал 17 июня, а Метони пал 7 июля после короткой, но эффективной бомбардировки с моря, разрушившей крепостные стены; добившись этих успехов, венецианцы смогли, таким образом, продвинуться к Аргосу и прежде всего к Нафплиону, которая была самым важным городом в Морее. Он пал 29 августа после продолжительной осады, несмотря на турецкие попытки деблокировать осаждённую крепость. Несмотря на потери, понесенные от чумы осенью и зимой 1686 года, силы Морозини постоянно пополнились за счет прибытия новых немецких наёмников.
Таким образом во второй половине 1687 года венецианский командующий смог организовать штурм последних главных османских бастионов на Пелопоннесе. Венецианцы сумели без единого выстрела взять Патры, замки Морея и Румелия и крепость Лепанто. После этих побед, очистивших Пелопоннес от турецких армий, Морозини решил перенести кампанию в центральную Грецию и, в частности, против турецких бастионов в Фивах и Халкиде. Флот с десантом отправился к Афинам, и в сентябре они были взяты; во время осады Акрополя, где укрылся османский гарнизон, в результате обстрела был повреждён Парфенон, в котором турки устроили пороховой склад. Венецианское владычество над Афинами длилось 6 месяцев, но когда Морозини понял, что его невозможно защитить от нападения османов, венецианцы покинули город и увезли домой различные военные трофеи, в том числе Пирейских львов. 
Летом 1688 года армия и флот приступили к осаде острова Негропонт. Его обороняло 6 тысяч турок, силы Лиги превосходили их в два раза, и сомнений в успехе не было, но после начала осады в христианском лагере началась эпидемия, и за несколько недель армия потеряла треть солдат, включая самого Кёнигсмарка. В середине августа из Венеции прибыло ещё 4 тысячи человек, и Морозини хотел продолжить осаду, но тут взбунтовались войска из Брауншвейга и Ганновера, отказавшиеся дальше участвовать в военных действиях.
Тогда венецианцы решили взять Монемвазию. Вскоре после начала осады Морозини заболел и был вынужден вернуться домой, оставив вместо себя Джироламо Корнаро. Захватив Монемвазию, Корнаро разгромил османский флот у Митилини, затем неожиданно вернулся в Адриатику и захватил Авлон. Там он заболел лихорадкой и умер. Назначенный вместо него Доменико Мочениго попытался в 1692 году отвоевать Канею на Крите, но, услышав, что, якобы, с Мореи прибыл вспомогательный турецкий флот, отказался от этого намерения.
В 1693 году Морозини вновь вышел в море. Воспользовавшись передышкой, турки укрепили Канею и Негропонт, встречные ветра не позволили Морозини попытать счастья в Дарданеллах, и потому, чтобы не возвращаться с пустыми руками, он оккупировал Саламин, Гидру и Спеце. 6 января 1694 года Морозини скончался.
Новым венецианским главнокомандующим стал Антонио Дзено. 7 сентября 1694 года он с 9 тысячами солдат прибыл на остров Хиос, и 15 сентября турецкий гарнизон сдался в обмен на возможность свободного прохода к материку. Взбешенный потерей одного из наиболее ценных островов, султан отдал приказание немедленно его отвоевать любой ценой, и в начале февраля к острову вышел мощный турецкий флот. 9 февраля у острова Эспальмадор состоялось морское сражение, которое окончилось вничью. Флоты встали на якорь вне досягаемости орудий противника и ждали 10 дней. 19 февраля 1695 года, в условиях начинающегося шторма, турки вновь атаковали врага и нанесли венецианцам жестокое поражение. В ночь на 20 февраля венецианцы погрузили на корабли всё, что можно было вывезти, и покинули остров. За потерю Хиоса Дзено был снят со своего поста, арестован и 6 июля 1697 года скончался в тюрьме.
Преемником Дзено стал Алессандро Молин, которому на суше оказывал поддержку барон фон Штейнау. Венецианцы помешали высадке турок на Арголинде и одержали в 1697—1698 годах несколько побед на море.
Тем временем в Европе ситуация менялась. В Испании доживал свой век бездетный король Карл II, и император Леопольд, бывший одним из ближайших претендентов на освобождающийся трон, хотел получить свободу действий, чтобы после его смерти сразу начать борьбу за испанское наследство. Поэтому 13 ноября 1698 года начались мирные переговоры в Карловице.

## Итоги
Переговоры в Карловице шли трудно. Турки соглашались на передачу Венеции Мореи, Санта-Мауры и некоторых крепостей в Далмации, но желали оставить себе Аттику, Афины и все греческие территории к северу от Коринфского залива. Представитель Венеции Карло Руццини возмущённо возражал, но у него было мало сторонников: Европа готовилась к схватке за испанское наследство и стремилась побыстрее завершить дела на востоке. Когда 26 января 1699 года был подписан Карловицкий мир, то среди его подписантов Венеции не было; однако в конечном итоге разум восторжествовал над гордостью, и 7 февраля Венеция поставила и свою подпись.

## Известия о Морейской войне в России
Московское правительство испытывало большой интерес к войне в Морее. Особенно этот интерес обострился после того, как в 1686 году Россия стала союзником государств Священной лиги. Основным источником сведений о боевых действиях в Морее для московских властей были обзоры европейской прессы (куранты), которые в Посольском приказе составляли для царя и бояр. Эти дайджесты позволяли в деталях отслеживать развитие событий. Дополнительные сведения в Москву привозили греческие купцы и духовенство. До 1692 года известия курантов однозначно свидетельствовали о поддержке венецианцев со стороны греческого населения. Однако с 1692 года стали появляться новости и об отдельных выступлениях греков на стороне осман. Так, в 1692 году находившиеся на службе у венецианцев греки сдали туркам остров Карагузу (ныне остров Грамвуса у северо-западного побережья острова Крит). На стороне турок выступил знатный грек маниот Либеракис Геракарис, сумевший собрать значительные военные силы.